# Homerova mystická cesta
Homerova mystická cesta (v anglickém originále El Viaje Misterioso de Nuestro Jomer (The Mysterious Voyage of Homer)) je 9. díl 8. řady (celkem 162.) amerického animovaného seriálu Simpsonovi. Scénář napsal Ken Keeler a díl režíroval Jim Reardon. V USA měl premiéru dne 5. ledna 1997 na stanici Fox Broadcasting Company a v Česku byl poprvé vysílán 24. listopadu 1998 na stanici ČT1.

## Děj
Marge se snaží zakrýt vůni čili kouřením cigaret v domě, nicméně poté, co vyjde Homer ven, ucítí vůni každoročního springfieldského čili festivalu. Marge přiznává, že se snažila Homera od účasti odradit kvůli jeho opileckému vyvádění na předchozím ročníku. Souhlasí s tím, že se zúčastní, když slíbí, že nebude pít pivo. 
Na soutěži Homer prokáže mimořádnou schopnost odolávat horkým jídlům, ale spálí se o ohnivé čili šéfa Wigguma z guatemalských papriček šílenství a Marge ho přistihne, když se pokouší zchladit si jazyk pivem; domnívá se, že se opíjel úmyslně. Při hašení horka vodou se Homer málem omylem napije roztaveného vosku ze svíček, než ho Ralph Wiggum varuje, aby to nedělal. Homer si uvědomí, že si voskem může potřít ústa, což mu umožní spolknout několik papriček šílenství najednou. 
Po vítězství v soutěži v pojídání čili má Homer z papriček divoké halucinace. Během svého výletu se setká se svým duchovním průvodcem v podobě kojota, který mu poradí, aby si našel spřízněnou duši, a zpochybní Homerovu domněnku, že Marge je jeho. Helena Lovejoyová, drbna, manželka kazatele, řekne Marge o Homerových výstřelcích; v domnění, že jsou způsobeny alkoholem, jede Marge domů bez něj. 
Druhý den se Homer probudí na golfovém hřišti. Vrátí se domů a najde Marge, která se na něj zlobí za jeho trapné chování. Žádá ji, aby mu odpustila, ale ona odmítá. Homer si všímá jejich zásadních povahových rozdílů a ptá se, zda jsou opravdu spřízněné duše. 
Při nočním toulání ulicemi si Homer myslí, že osamělý strážce majáku je jeho spřízněnou duší, ale jakmile tam dorazí, zjistí, že maják je ovládán strojem. Když Homer vidí blížící se loď, zničí obrovskou žárovku majáku a doufá, že se s ním její pasažéři spřátelí poté, co jejich loď ztroskotá na břehu. Přijíždí Marge, která přesně věděla, kam Homer pojede. Poté, co si uvědomí, že jsou opravdu spřízněné duše, se usmíří navzdory svým rozdílům. Loď najede nedaleko na mělčinu a vysype náklad minišortek. Obyvatelé Springfieldu si je s radostí berou, zatímco se Marge a Homer objímají.

## Produkce
Epizodu navrhl již ve třetí sezóně George Meyer, který měl zájem o epizodu založenou na knihách Carlose Castanedy. Meyer chtěl mít epizodu s mystickou cestou, která by nebyla vyvolána drogami, a tak se rozhodl místo toho použít „opravdu pálivé“ čili papričky. Štáb, s výjimkou Matta Groeninga, měl v té době pocit, že je to pro seriál příliš zvláštní, Bill Oakley a Josh Weinstein však příběh vzkřísili a rozhodli se ho použít v osmé sérii.
Většinu halucinační sekvence kompletně animoval David Silverman. Kojot byl záměrně nakreslen krabicovitěji, aby vypadal „nadpozemsky“ a nepodobal se ostatním postavám. Během Homerovy cesty jsou mraky v jednom záběru živě natočené a pro obřího motýla byla použita 3D počítačová animace. Během téže halucinace byla hláška Neda Flanderse zpracována na počítači Mac tak, že se zvyšovala a snižovala výška tónu.
Cenzoři společnosti Fox poslali scenáristům poznámku, ve které zpochybňovali Homerovo natírání úst horkým voskem. V poznámce stálo: „Víte, co se děje? Abychom odradili mladé a hloupé diváky od napodobování, když si Homer začne lít horký vosk do úst, nechte ho prosím křičet bolestí, aby děti pochopily, že by si při tom skutečně popálily ústa.“ Křik přidán nebyl, nicméně přidali dialog Ralpha Wigguma, který se Homera na jeho čin ptal. Reardon také vytvořil pro Homera „voskovou mapu“, kterou se animátoři řídili během sekvence, kdy jsou Homerova ústa potřena voskem ze svíčky.
Homerovo probuzení na golfovém hřišti je odkazem na něco, co se skutečně stalo: přítel producentů ztratil vědomí a probudil se na golfovém hřišti v jiném státě. Musel si koupit mapu v 7-Eleven, aby zjistil, kde je. Zjistil, že je nejen v jiném městě, ale také v jiném státě. Ušel několik kilometrů, aby se vrátil ke kamarádovi, což bylo poslední místo, kde si pamatoval, že byl předešlé noci.

### Casting
Johnny Cash a Bob Dylan byli dvě hlavní volby scenáristů pro roli kojota; scenáristé chtěli jako hlas duchovního průvodce použít jednoho z členů The Highwaymen. Dylan seriál mnohokrát odmítl, předtím mu byla nabídnuta role v epizodě sedmé série Homerpalooza. Cashovi byla nabídnuta role, kterou přijal. Matt Groening popsal Cashovo vystoupení jako „jeden z největších převratů, které kdy seriál měl“.

## Kulturní odkazy
Hlavní zápletka epizody je založena na dílech Carlose Castanedy, přičemž některé indiánské obrazy jsou podobné těm, které byly použity ve filmu Tanec s vlky. Strážce majáku, kterým je ve skutečnosti počítač, je odkazem na epizodu seriálu The Twilight Zone s názvem The Old Man in the Cave, v níž se z muže v jeskyni vyklubal počítač. Hlavní znělka z filmu Hodný, zlý a ošklivý je použita během scén, kdy Homer vchází na čili festival, a píseň „At Seventeen“ od Janis Ianové hraje v pozadí, když Homer prochází Springfieldem a hledá svou spřízněnou duši poté, co se probudí ze své vize. Scéna na konci Homerovy halucinace, kdy k němu míří vlak, je odkazem na úvod seriálu Soul Train. V Homerově sbírce desek jsou alba Jima Naborse, Glena Campbella a skupiny The Doodletown Pipers.

## Přijetí
V původním vysílání se díl umístil na 34. místě ve sledovanosti v týdnu od 30. prosince 1996 do 5. ledna 1997 s ratingem 9,0 podle agentury Nielsen, což odpovídá přibližně 8,7 milionu domácností. V tomto týdnu se jednalo o nejsledovanější pořad na stanici Fox.
Autoři knihy I Can't Believe It's a Bigger and Better Updated Unofficial Simpsons Guide, Warren Martyn a Adrian Wood, uvedli: „Homerův výlet vyvolaný čili je geniální, doplněný surrealistickou želvou a indiánským duchovním průvodcem.“ Epizoda se umístila na osmém místě v žebříčku AskMen.com „Top 10: Simpsonovi“ a Chris Turner ve své knize Planet Simpson označil epizodu za jednu ze svých pěti nejoblíbenějších, ačkoli závěr považoval za příliš sentimentální. V roce 2019 časopis Time zařadil epizodu na sedmé místo v žebříčku 10 nejlepších epizod Simpsonových vybraných odborníky na Simpsonovy.
V roce 2011 Keith Plocek z blogu LA Weekly's Squid Ink zařadil epizodu na seznam nejlepších epizod seriálu s tematikou jídla.
IGN zařadil vystoupení Johnnyho Cashe na 14. místo mezi nejlepšími hosty v historii seriálu. Cash se také objevil na seznamu 25 nejoblíbenějších hostujících hvězd Simpsonových, který sestavil AOL, a na seznamu 33 nejvtipnějších cameí v historii seriálu, který sestavil Simon Crerar z The Times. Andrew Martin z Prefix Mag označil Cashe za svého třetího nejoblíbenějšího hudebního hosta v Simpsonových ze seznamu deseti. 
Fred Topel z Crave Online jej označil za nejlepší epizodu celého seriálu.
Epizoda byla později upravena pro Level Pack ve videohře Lego Dimensions z roku 2015.